# Seznam nosilcev reda za zasluge Republike Slovenije
Seznam nosilcev reda za zasluge Republike Slovenije.

## Zlati red za zasluge
2004
- Prof. dr. Miroslav Zei, »za življenjsko delo in prispevek k slovenski biološki znanosti in njenemu mednarodnemu ugledu«
- Žarko Petan, »za življenjski opus, dolgoletno delo v slovenski kulturi in prispevek k njenemu mednarodnemu ugledu«
- Akad. prof. dr. Janez Orešnik, »za dolgoletno pedagoško, znanstveno - raziskovalno delo in zasluge pri mednarodnem uveljavljanju Republike Slovenije«do
- Akad. Lojze Lebič, »za življenjsko delo in zasluge v slovenski glasbeni kulturi ter pri njenem mednarodnem uveljavljanju«
- Rudi Omota, »kot pionirju slovenskega zvočnega filma za življenjsko delo in prispevek k slovenski kulturi«
- Prof. dr. Zora Janžekovič, dr. med., »za življenjsko delo v medicini, poseben prispevek k razvoju sodobne metode zdravljenja opeklin in mednarodnemu uveljavljanju slovenske medicinske znanosti«
- Dr. Darinka Soban, »za zasluge v medicini, prispevek k slovenskemu naravoslovju in kulturi ter mednarodnemu uveljavljanju Republike Slovenije«
- Dr. Vladimir Kos, »za književni opus, prispevek k slovenski kulturi in jeziku v svetu ter človekoljubna dejanja«
- Herman Zupan, »ob 80-letnici kot častnemu konzulu Republike Slovenije za zaslužno delo in delovanje v dobro Republiki Sloveniji in Slovencem v Argentini, njihovemu povezovanju in ohranjanju stikov z matično domovino ter razvoju slovensko-argentinskega sodelovanja«
- Domenico Maselli, »za delovanje v dobro Slovencem v Italiji, še posebej pri zakonskem urejanju manjšinskih pravic, na diplomatskem mednarodnem področju«
- James L. Oberstar, »za zasluge in dejanja v dobro Republiki Sloveniji, njenem mednarodnem uveljavljanju in vključevanju ter krepitvi slovensko-ameriškega prijateljstva, na diplomatskem mednarodnem področju«
- Tom Harkin, »za zasluge in dejanja v dobro Republiki Sloveniji, njenem mednarodnem uveljavljanju in vključevanju ter krepitvi slovensko-ameriškega prijateljstva, na diplomatskem mednarodnem področju«
- George Voinovich, »za zasluge in dejanja v dobro Republiki Sloveniji, njenem mednarodnem uveljavljanju in vključevanju ter krepitvi slovensko-ameriškega prijateljstva, na diplomatskem mednarodnem področju«
- Jože Slobodnik, »za zasluge pri uveljavljanju in prepoznavanju Republike Slovenije ter krepitvi slovensko-kanadskih odnosov, na diplomatskem mednarodnem področju«
- Janez Marenčič, »za življenjsko delo na področju fotografije in prispevek k slovenski kulturi in njenem mednarodnem ugledu«

2005
- dr. Franc Pediček, »za življenjski prispevek k pedagogiki in demokratizaciji slovenske družbe ter utemeljevanju razumevanja pomena narodne identitete.«
- dr. Pavel Apovnik, »ob 70. obletnici za življenjsko delo na področju pravnih znanosti in pravnega varstva pravic koroških Slovencev.«
- Valentin Oman, »ob 70. obletnici za življenjsko delo v likovni umetnosti in prizadevanja za enakopravnost slovenskega jezika na Koroškem.«
- prof. dr. Tomo Korošec, »za izjemen prispevek k prizadevanju za slovenski učni in znanstveni jezik ter pionirsko delo pri razvoju slovenskega vojaškega izrazoslovja in študija obramboslovja.«
- Veno Taufer, »za izjemen prispevek v slovenski poeziji in prevodni literaturi, uveljavljanju slovenske kulture v svetu ter za zasluge pri utrjevanju demokracije v naši družbi«
- Dušan Lajovic, »ob 80- letnici za zasluge pri povezovanju in ohranjanju slovenske skupnosti v Avstraliji in Novi Zelandiji, pri osamosvojitvi Republike Slovenije, mednarodnem priznanju ter gospodarskih povezavah Slovenije s svetom na diplomatskem mednarodnem področju«
- Eduardo Serra Rexach, »za izjemne zasluge in osebni prispevek pri vzpostavljanju, razvijanju in krepitvi odnosov, pomembnih za mednarodno uveljavljanje in vključevanje Republike Slovenije v evroatlantske povezave, na diplomatskem mednarodnem področju«
- Jordi Pujol i Soley, »za izjemne zasluge in osebni prispevek pri vzpostavljanju, razvijanju in krepitvi odnosov, pomembnih za mednarodno uveljavljanje in vključevanje Republike Slovenije v evroatlantske povezave, na diplomatskem mednarodnem področju«
- Slovenska kulturna akcija, »za ohranjanje slovenske kulturne in narodne identitete, povezovanje slovenskih izseljenskih kulturnikov po svetu in v Argentini ter za zvestobo vrednotam slovenstva v prelomnem času preteklega stoletja«
- prof. dr. Janez Strnad, »za življenjsko delo v naravoslovju, posebno za prispevek pri širjenju znanstvene kulture in razumevanja znanosti«
- Jane Kavčič, Vojko Duletič, Boštjan Hladnik, Jože Pogačnik, Matjaž Klopčič, »za življenjsko delo na področju filmskega ustvarjanja«
- revija Ciciban, »ob 60. obletnici izhajanja za uspešno delo pri vzgoji in izobraževanju otrok«
- Ondina Otta Klasinc, »za življenjsko delo, vrhunske operne dosežke in prispevek k slovenski kulturi«
- Mira Sardoč, »za zasluge pri več kot petdesetletnem sooblikovanju podobe slovenskega gledališča in umetniško ustvarjanje med zamejci v Furlaniji – Julijski krajini«
- prof. Klavdij Zornik, »za življenjsko delo na področju kulture in prispevek k modernizmu v slovenskem slikarstvu«
- Rapa Šuklje, »za življenjsko delo v kulturno-literarni publicistiki in prevajalstvu«
- akad. prof. dr. Ivan Gams, »za zasluge in izjemno delo na področju naravoslovnih znanosti, posebej krasoslovja in speleologije«
- akad. prof. dr. Stanko Grafenauer, »za zasluge in izjemno delo na področju naravoslovnih znanosti, posebej petrologije in mineralogije«
- akad. prof. dr. Mario Pleničar, »za zasluge in izjemno delo na področju geologije, zlasti paleontologije«
- Sergij Pahor, »za zasluge, pomembne za ohranitev in razvoj slovenske narodne skupnosti v Italiji«

2006
- Ladislav Lipič, »za izjemne zasluge in osebni prispevek pri osamosvajanju Republike Slovenije, razvoj vojaške obrambe države in Slovenske vojske, njene profesionalizacije ter vključevanje Republike Slovenije v evroatlantske povezave, na vojaškem oziroma varnostnem področju«
- dr. Iztok Podbregar, »za izjemne zasluge pri razvoju vojaške obrambe države in Slovenske vojske ter uveljavljanju obveščevalnovarnostnega sistema države na področju preprečevanja nadnacionalnih groženj v Republiki Sloveniji in v okviru mednarodnih varnostnih povezav, na vojaškem oziroma varnostnem področju«
- Janko Smole, »za delo in zasluge v dobro slovenskemu narodu, posebno na finančnem in bančnem področju, ter za prispevek v humanitarnih akcijah in dobrodelnih programih.«
- prof. dr. Bojan Accetto, »za življenjsko delo na področjih slovenske gerontologije, medicinske geriatrije in interdisciplinarne socialne gerontologije.«
- msgr. dr. Franc Kramberger, »za izjemne zasluge za Slovenijo na civilnem, kulturnem in humanitarnem področju ter za 25 let ordinariata mariborske škofije.«
- prof. dr. Ernest Petrič, »za prispevek k začetku demokratizacije v Sloveniji (akcija 25 poslancev) ter za dolgoletno delo in prispevek k razvoju slovenske diplomacije na akademskem in teoretičnem področju mednarodnih odnosov ob njegovi 70-letnici.«
- dr. Boris Pleskovič, »za pionirsko delo na gospodarskem področju osamosvojene Slovenije, pri povezovanju Slovencev po svetu in vključevanju v evroatlantske organizacije.«
- Kulturno društvo Ivan Trinko, »za dolgoletno plodno in pogumno delo ter za ohranitev in razvoj slovenskega jezika in kulture med Slovenci Videmske pokrajine.«
- Niko Kavčič, »za delo in zasluge v dobro slovenskemu narodu in še posebej za pomemben prispevek pri vzpostavljanju temeljnih razmerij v bančništvu ter gospodarske in finančne moči Republike Slovenije«
- prof. dr. Ljerka Glonar, »za življenjsko delo v slovenski transfuzijski medicini, posebej za zasluge pri odkrivanju in preprečevanju hemolitične bolezni novorojenčka«
- Neža Maurer, »za življenjsko delo in ustvarjalni prispevek k slovenski književnosti in kulturi«
- prof. dr. Mateja Bohinjec, »za življenjsko delo v medicini, posebej za zasluge v imunogenetiki in histokompatibilnosti«
- prof. dr. Miroslav Stiplovšek, »za življenjsko delo in pomemben prispevek k znanstveno raziskovalnemu in pedagoškemu delu v novejši slovenski zgodovini«
- Tone Partljič, »za izjemno delo in zasluge pri razvijanju kulture v Republiki Sloveniji«
- Philippe Busquin, »evropskemu komisarju za znanost in raziskave v letih od 1999 do 2004 za zasluge in pomoč pri načrtovanju raziskovalno-razvojne strategije Republike Slovenije in njenem uveljavljanju v Evropskem raziskovalnem prostoru (ERA)«
- Carol Bellamy, »za zasluge in izjemno delo ter osebni prispevek k dobremu sodelovanju med Republiko Slovenijo in Skladom Organizacije združenih narodov za otroke ter pomoč begunskim otrokom v Sloveniji, ko je bila izvršilna direktorica Unicefa«
- Jón Baldvin Hannibalsson, »islandskemu zunanjemu ministru v letih 1988 do 1995 za zasluge pri mednarodnem priznavanju Republike Slovenije na diplomatskem mednarodnem področju«
- Demetris Christofias, »za zasluge pri razvijanju medparlamentarnega sodelovanja med Republiko Slovenijo in Republiko Ciper, na diplomatskem mednarodnem področju«
- Andreas Christou, »za zasluge pri razvijanju prijateljskih odnosov med Republiko Slovenijo in Republiko Ciper, na diplomatskem mednarodnem področju«
- George Iacovou, »za zasluge pri razvijanju prijateljskih odnosov med Republiko Slovenijo in Republiko Ciper in uspešnem sodelovanju v mednarodnih organizacijah, na diplomatskem mednarodnem področju«
- Yiorgos Lillikas, Christodoulos Pashiardis, Kornelios Korneliou, Tasos Tzionis, Sotos Zackheos, Athina Mavronicola, »za širjenje in poglabljanje prijateljskih odnosov med Republiko Slovenijo in Republiko Ciper ter za plodno sodelovanje v mednarodnem okolju, na diplomatskem mednarodnem področju«

2007
- dr. sc. med. Janez Rugelj, »za vseživljenjsko zdravniško, humanitarno in znanstveno delo«
- podpolkovnik Rashid Ullah Beg in podpolkovnik Khalid Amir Rana, »za izjemno požrtvovalno dejanje pri reševanju slovenskega alpinista Tomaža Humarja iz stene himalajskega osemtisočaka Nanga Parbata.«
- Cvetko Kobal, »za delovanje in prispevek v dobro slovenskemu narodu ter še posebej pri vzpostavljanju in gradnji institucionalnih in ekonomskih temeljev za samostojno državo Republiko Slovenijo.«
- prof. dr. Anton Dolenc, »za raziskovalno delo v patologiji in sodni medicini, za strokovno delo na področju medicinske etike in deontologije, za uspehe pri stanovskem, družbenem in mednarodnem uveljavljanju slovenskega zdravništva, za učinkovito organizacijo njihovega kulturnega delovanja ter za njegovo umetniško snovanje in priznane slikarske upodobitve.«

2008
- dr. Spomenka Hribar, »za prizadevanja in prispevek k osamosvajanju in demokratizaciji slovenske družbe«
- akad. prof. dr. Valentin Hribar, »za znanstveno-raziskovalno delo na področju filozofije in prispevek k osamosvajanju in demokratizaciji slovenske družbe«
- akad. prof. dr. Alenka Šelih, »za dolgoletno znanstveno-raziskovalno delo na področju pravnih znanosti.«
- akad. prof. dr. Ivan Vidav, »za izjemne zasluge pri razvoju znanosti in izobraževanja v Sloveniji.«
- Miljenko Licul, »za izjemne zasluge na kulturnem področju in posebej uspešenustvarjalni prispevek za Slovenijo.«
- Ivan Atelšek, »za dolgoletno uspešno delo in velik osebni prispevek h krepitvi gospodarskega razvoja v Sloveniji.«

2009
- akademik prof. dr. Jože Trontelj, »za življenjsko delo na področju etike in za uveljavljanje mednarodnega strokovnega ugleda slovenskega zdravstva«
- misijonar Pedro Opeka, »za izjemen prispevek na področju humanitarnega dela, socialne in teološke misli in skrbi za sočloveka«
- Catherine Lalumière, »za podporo pri prizadevanjih Slovenije za neodvisnost in samostojnost ter za vlogo pri priključitvi Slovenije Svetu Evrope«
- Miroslav Cerar, »za velik prispevek na področju športa in prepoznavnosti Slovenije ter izjemne dosežke v gimnastiki«
- Joco Žnidaršič, »za življenjsko delo na fotografskem področju in velik prispevek pri prepoznavnosti Slovenije«
- Tone Pavček, »za življenjsko delo in prispevek k slovenski književnosti ter demokratični podobi slovenske družbe«
- prof. Karel Pečko, »veliki humanist in umetnik za zasluge pri prebujanju demokratične in svobodne misli«
- Svetlana Makarovič, »Za izjemno uspešno in kakovostno leposlovno delo na področju slovenske književnosti ter njeno uveljavljanje v svetu«
- dr. Henrik Neubauer, »Za izjemno delo in zasluge v kulturnih dejavnostih, zlasti baletu, ter pri uresničevanju suverenosti, ugleda in napredka Republike Slovenije v kulturi«
- Dušan Jovanović, »Za ustvarjalni opus in bogatitev slovenske kulture, zlasti gledališča, ter njeno prepoznavnost v svetu«

2010
- Mojmir Sepe, »ob njegovi 80-letnici za prispevek k ustvarjanju slovenske zabavne glasbe in pomemben delež pri razvoju in oblikovanju slovenske glasbene kulture«
- prof. dr. Branko Berčič, »za življenjsko delo na področju bibliotekarstva in literarne zgodovine«
- prof. dr. Marko Kos, »za izredne zasluge za prispevek k blaginji, ugledu in napredku Slovenije na kulturnem in gospodarskem področju«
- Saša Vuga, »za življenjsko delo in prispevek k slovenski kulturi in bogatitvi slovenskega jezika«
- Petra Majdič, »za izjemni športni dosežek, hrabro dejanje, srčno borbo in doseženo bronasto odličje na zimskih olimpijskih igrah v Vancouvru 2010.«
- Dejan Zavec, »kot prvemu Slovencu z nazivom svetovni prvak v boksanju za njegov izjemni športni dosežek ter za njegovo visoko etično športno držo, ki je široko prepoznana med njegovimi številnimi privrženci«
- Društvo za raziskovanje jam Ljubljana, »ob njegovi 100-letnici, za neprecenljiv prispevek k razkrivanju slovenskega podzemnega sveta in visoko strokovno dokumentiranje jam, za razvoj jamarstva in speleološke terminologije ter za prispevek k naravovarstveni zavesti Slovencev glede pomena in občutljivosti kraških hidrogeoloških sistemov in lepo«
- podjetje Krka, tovarno zdravil, d. d., Novo mesto, »za velik prispevek k uspešni razvojni poti slovenske družbe, spodbujanje mladih k raziskovalnemu in razvojnemu delu, prenos znanja med univerzo in gospodarstvom ter neposredno vključevanje mladih raziskovalcev v mednarodno sodelovanje«

2011
- pooblaščeni minister Stefano Ronca, vodja državnega diplomatskega protokola: »za njegov prispevek k vsestranskemu sodelovanju in k ustvarjanju odličnega vzdušja v odnosih med Slovenijo in Italijo[2]
- veleposlanik Rocco Antonio Cangelosi: »za njegov prispevek h krepitvi sodelovanja med Slovenijo in Italijansko republiko na ravni držav, civilne družbe in obeh narodnih manjšin[2]
- Donato Marra, državni svetovalec in generalni sekretar Predsedstva Italijanske republike: »za njegov prispevek k poglobljenemu vsebinskemu dialogu med sosednjima državama in oblikovanju skupnih političnih pobud v krepitvi italijansko-slovenskega sodelovanja[2]
- prof. Carlo Guelfi, svetovalec, direktor Sekretariata predsednika Italijanske republike: »za njegov prispevek pri oblikovanju pobud in ciljev za krepitev političnega dialoga, zaupanja in sodelovanja med Slovenijo in Italijo[2]
- Njegova ekscelenca Alessandro Pietromarchi, veleposlanik Italijanske republike v Republiki Sloveniji: »za njegovo dejavno vlogo pri poglabljanju sodelovanja med državama in njunega rednega političnega dialoga ter za krepitev medsebojnega zaupanja in sodelovanja na regionalni ravni[2]
- veleposlanik Stefano Stefanini, svetovalec, direktor Urada za diplomatske zadeve Predsedstva Italijanske republike: »za njegov prispevek h krepitvi vseh oblik sodelovanja med Slovenijo, zlasti na varnostnem področju in v večstranskih odnosih[2]
- Njegova ekscelenca Franco Frattini, minister za zunanje zadeve Italijanske republike: »za njegov prispevek k poglabljanju sodelovanja na dvostranski, regionalni in multilateralni ravni ter za podporo razvoju slovenske manjšine v Italiji kot elementa zbliževanja med državama[2]
- Organizacijski komite Pokala Vitranc, »ob 50. obletnici neprekinjenega prirejanja mednarodnega tekmovanja najboljših smučarjev sveta v slalomu in veleslalomu v Kranjski Gori.«[3].
- Slovenska vojska, »za krepitev obrambne sposobnosti Republike Slovenije in za dosežke v mednarodnih operacijah in misijah v obdobju 1991 - 2011«[4]
- Policija Republike Slovenije, »za njen izjemen prispevek k varnosti državljanov«[2]
- Carinska uprava Republike Slovenije (7. oktober), »za izjemen prispevek k vzpostavitvi sodobne carinske službe od osamosvojitve Republike Slovenije do današnjih dni«[5]
- Olimpijski komite Slovenije (12. oktober), »za uveljavljanje športa kot pomembne prvine kakovosti življenja Slovencev, za zasluge pri razvoju kar najširšega segmenta športa v Sloveniji in za prispevek k slovenskim vrhunskim dosežkom na mednarodnih športnih tekmovanjih«[6]
- Slovensko zdravniško društvo (13. oktober), »ob njegovi 150. obletnici za prispevek k razvoju medicinske stroke, za uveljavljanje visokih etičnih vrednot zdravništva ter za prispevek k razvoju društvene, stanovske in splošne kulture na Slovenskem«[7]
- Pipistrel (20. oktober), »za njegov prispevek k razvoju okolju prijazne tehnologije ter za uveljavljanje zmagovite inovativne filozofije, s katero je tudi Slovenijo postavil med tehnološke velesile«.[8]

##### 2018
- Odvetniška zbornica Slovenije za izjemen prispevek k oblikovanju slovenske narodne identitete in graditvi slovenske državnosti, zlasti pravne države, prejme ob 150-letnici organiziranega odvetništva na Slovenskem.
- Narodna galerija za izjemen prispevek k oblikovanju slovenske kulturne identitete ob 100-letnici delovanja
- Dubravka Tomšič Srebotnjak za življenjsko delo in izjemen opus na področju slovenske in svetovne glasbene poustvarjalnosti
- Boris Cavazza za izjemen ustvarjalni opus, s katerim je odločilno zaznamoval slovenski gledališki in filmski prostor, ter predano pedagoško delo na Akademiji za gledališče, radio, film in televizijo

#### 2019
- dirigent Zubin Mehta za vrhunski prispevek na področju glasbene poustvarjalnosti in za navdihujoča prizadevanja, da z glasbo povezuje ljudi in narode.[9]
- Njegovo kraljevo veličanstvo prestolonaslednik Haakon Magnus za zasluge pri razvijanju in utrjevanju prijateljskih odnosov in sodelovanja med Republiko Slovenijo in Kraljevino Norveško ter za promocijo boja proti podnebnim spremembam, zelenega prehoda v krožno gospodarstvo in odpravo revščine na diplomatsko mednarodnem področju.
- Slovensko narodno gledališče Maribor za izjemen prispevek k razvoju uprizoritvenih umetnosti in oblikovanju slovenske kulturne identitete
- dr. Janko Kos za izjemni znanstveni in kulturni opus ter življenjsko delo na področju primerjalne književnosti
- dr. Peter Jambrek za izjemne zasluge in osebni prispevek k ustanovitvi slovenske države ter razvoju ustavnosti in ustavnopravne znanosti.[10]
- Paul Anthony Gosar za prispevek in sodelovanje pri krepitvi odnosov med Republiko Slovenijo in Združenimi državami Amerike, za krepitev slovensko-ameriškega prijateljstva in nadaljnjih tesnejših partnerskih odnosov med državama
- Milan Kundera za izjemen prispevek k razumevanju Evrope in časa ter za trdno prijateljstvo do Slovenije.
- Florjan Lipuš za izjemen prispevek k slovenski književnosti in za nov ter svež pogled na slovenstvo.

#### 2020
- Boris Podrecca Za izstopajoče arhitekturno ustvarjanje v mednarodnem prostoru [11]
- dr. Boštjan Žekš Za svoje znanstveno, raziskovalno in vodstveno delo in za izjemen prispevek k uveljavljanju Republike Slovenije v svetu [12]
- Atletska zveza Slovenije ob 100-letnici organiziranega delovanja atletike v Sloveniji kot množičnega in vrhunskega športa.
- Nogometna Zveza Slovenije za zasluge za uveljavitev nogometa v Sloveniji kot množičnega in vrhunskega športa.

#### 2021
- Zveza društev slepih in slabovidnih Slovenije za izjemne zasluge pri povezovanju slepih in slabovidnih in pri spodbujanju njihovega vključevanja v družbo ter za uspehe pri uveljavljanju novih, izvirnih rešitev za temeljna vprašanja slepote in slabovidnosti ob stoletnici delovanja.
- Gospodarska zbornica Slovenije za 170 let povezovanja in spodbujanja slovenskega gospodarstva doma in v svetu.
- Tadej Pogačar za izjemne športne dosežke, uveljavljanje Slovenije na svetovnem športnem prizorišču in navdih ljudem.
- Primož Roglič za izjemne športne dosežke, uveljavljanje Slovenije na svetovnem športnem prizorišču in navdih ljudem.
- Janja Garnbret za izjemne športne dosežke, uveljavljanje Slovenije na svetovnem športnem prizorišču in navdih ljudem.

#### 2022
- dr. Ludvik Toplak za izjemen prispevek k demokratizaciji in osamosvojitvi Slovenije ter njeni mednarodni in akademski uveljavitvi.[13]
- Benjamin Savšek za izjemne športne dosežke, uveljavljanje Slovenije na svetovnem športnem prizorišču in navdih ljudem.
- Tatjana Rojc za prispevek k poglabljanju slovensko-italijanskega sodelovanja in za podporo slovenski manjšini v Italiji z vrnitvijo Narodnega doma v Trstu ter pri izvedbi slovesnosti na Bazovici in v Gorici/Novi Gorici.

## Srebrni red za zasluge
2008
- Pripadniki Ministrstva za obrambo - Slovenske vojske, ki so v obdobju od leta 1997 do 1. 6. 2008 sodelovali v mednarodnih mirovnih operacijah za izjemno delo in zasluge pri mednarodnem sodelovanju na področju varnosti, obrambe in zaščite, na vojaškem oziroma varnostnem področju«
- Pripadniki Ministrstva za notranje zadeve - Policije, ki so v obdobju od leta 1997 do 1. 6. 2008 sodelovali v mednarodnih civilnih misijah, za izjemno delo in zasluge pri mednarodnem sodelovanju na področju varnosti, obrambe in zaščite, na varnostnem področju«

2009
- dr. Tomaž Čas, »za izjemno delo in zasluge pri varnosti, obrambi in zaščiti Republike Slovenije v času akcije Sever«
- Tomaž Ertl, »za izjemno delo in zasluge pri varnosti, obrambi in zaščiti Republike Slovenije v času akcije Sever«
- Leopold Jesenek, »za izjemno delo in zasluge pri varnosti, obrambi in zaščiti Republike Slovenije v času akcije Sever«

2014
- Miki Muster, »za vrhunsko pionirsko delo na področju slovenskega animiranega filma in stripa.«[15]

2019
- Društvo matematikov, fizikov in astronomov Slovenije, »za 70 let prispevanja k razvoju pedagoškega, strokovnega in znanstvenega dela na področjih matematike, fizike in astronomije.«

## Red za zasluge
2004
- Dr. Evgen Bavčar, »za ustvarjalno delo, prispevek k slovenski kulturi, njenemu mednarodnemu uveljavljanju in prepoznavanju, posebne dosežke v umetniškem fotografskem izražanju ter za dejanja v dobro pomoči potrebnih.«
- Ivan Virnik, »za zasluge, pomembne za slovensko kulturo, slovenstvo in ohranjanje narodne zavesti med koroškimi Slovenci«
- Prof. dr. Lojzka Bratuž, »za zasluge pri uveljavljanju, razvijanju in širjenju slovenske kulture in jezika v Italiji ter znanstveno-strokovno delo«
- Prof. dr. Jožko Budin, »za zasluge pri uvajanju sodobne mature v slovenski prostor«
- Prof. dr. Aleš Krbavčič, »za pedagoško, znanstveno raziskovalno in drugo delo v farmaciji«
- Prim. Majda Ustar Latkovič, dr. med., »za življenjsko delo, posebej za zasluge v pnevmoftiziologiji in osnovnem zdravstvenem varstvu prebivalcev ter za nesebično pomoč obolelim«
- Dr. Elizabeta Vrančič, »za dolgoletno predano in požrtvovalno delo v zobozdravstvu in Slovenskem zdravniškem društvu«
- Zveza paraplegikov Slovenije, »ob 35. obletnici organiziranega delovanja za strokovno, organizacijsko in drugo delo v dobro paraplegikov«
- prof. dr. Martin Jevnikar (posmrtno), »za vsestranski prispevek k slovenski kulturi in slovenstvu ter za vsa dejanja v dobro Slovencev v Italiji«
- dr. Ivan Tomažič, »za človekoljubna dejanja v dobro pomoči potrebnim, posebej pri delu visokošolskega doma Korotan na Dunaju«
- Livijo Jakomin, »za organizacijsko, pedagoško in znanstveno delo ter prispevek k razvoju visokega šolstva«
- Janko Pislak, »za dolgoletno delo in zasluge na področju slovenskega čebelarstva ter njegovo mednarodno uveljavljanje in prepoznavanje«
- Bela Bukvič, »za naravovarstveno delovanje in zasluge v slovenskem vodarstvu«
- Bruno Korelič, »za zasluge in prispevek k razvoju in uveljavljanju slovenskega pomorskega gospodarstva«
- Marko Kosin, »za dolgoletno delo in prispevek k razvoju slovenske diplomacije ter Slovenskega društva za mednarodne odnose, na diplomatskem mednarodnem področju«
- Marija Ahačič Pollak, »za zasluge, pomembne za slovensko kulturo in slovenstvo v Kanadi«
- Milan Pavliha, »za pomembno delovanje in prispevek k številnim družbenim dejavnostim, posebej pri delu v socialnem varstvu in Socialni zbornici Slovenije«

2005
- prof. dr. Danilo Zavrtanik, »za uspešno delo in zasluge pri ustanovitvi in delovanju Politehnike Nova Gorica ter prispevek k razvoju visokega šolstva na Goriškem.«
- Turistična zveza Slovenije, »ob 100-letnici delovanja za uspehe pri razvoju in pospeševanju slovenskega turizma«
- Janez Hočevar, »ob 70-letnici za ohranjanje slovenske kulture v slovenski skupnosti v Kanadi«
- Dušan Jakomin, »ob 80-letnici za zasluge pri ohranjanju slovenske kulturne dediščine in širjenje kulture duha na Tržaškem«
- dr. Damjan Paulin, »za zasluge pri ohranjanju slovenske kulture in prispevek pri utrjevanju slovenske nacionalne identitete na Goriškem«
- Marc F. P. Janssens, »prvi veleposlanik Evropske komisije v Republiki Sloveniji, za zasluge in prispevek pri vključevanju Republike Slovenije v evropske povezave, na diplomatskem mednarodnem področju«
- Luis Felipe Fernández de la Peńa, »za zasluge in osebni prispevek pri vzpostavljanju, razvijanju in krepitvi odnosov, pomembnih za mednarodno uveljavljanje in vključevanje Republike Slovenije v evroatlantske povezave, na diplomatskem mednarodnem področju«
- prof. dr. David O'Keeffe, »za njegov prispevek k preučevanju evropskih integracij in za krepitev strokovne zavesti o evropskem pravnem sistemu v Sloveniji«
- Ricardo Díez-Hochleitner Rodríguez, »za zasluge in osebni prispevek pri vzpostavljanju, razvijanju in krepitvi odnosov, pomembnih za mednarodno uveljavljanje in vključevanje Republike Slovenije v evroatlantske povezave, na diplomatskem mednarodnem področju«
- prof. Herman Janež, »za izredne zasluge pri ohranjanju spomina na taboriščnike koncentracijskega taborišča Kampor na Rabu«
- Akademska športna zveza Olimpija Ljubljana, »ob 50. obletnici športnega društva za njegovo uspešno delovanje in prisotnost na svetovnem, evropskem in državnem športnem prizorišču«
- dr. Adolf J. Eichenseer in prof. dr. Peter Zimmermann, »za zasluge pri krepitvi kulturnega sodelovanja med Republiko Slovenijo in Bavarsko«
- prof. dr. Tomaž Pisanski, »za organizacijo in izvedbo Vegovih dni 2004«
- France Habjan, »za zaslužno delo v slovenski skupnosti v Kanadi«
- Tone Zrnec, »za zaslužno delo v slovenski skupnosti v Kanadi«
- Stane Kranjc, »za zaslužno delo v slovenski skupnosti v Kanadi«
- Harry Hermann Cabell, »za pomemben prispevek pri uveljavljanju slovenskih interesov ter h krepitvi sodelovanja med Republiko Slovenijo in Kraljevino Belgijo«
- Ginette Gagné Koch, »za dejanja v dobro Republiki Sloveniji in prispevek h krepitvi slovensko-kanadskega sodelovanja, na diplomatskem mednarodnem področju«

2006
- Stanko Čurin, »za zasluge v slovenskem vinogradništvu in vinarstvu ter pri uveljavljanju Republike Slovenije in slovenskih vin doma in v svetu
- dr. Toshihiko Tsukamoto, »za zasluge in izjemen osebni prispevek pri razvijanju in krepitvi gospodarskih vezi med Republiko Slovenijo in Japonsko, še posebej v vinarstvu«
- Jože Hirnök, »za zasluge pri ohranjanju slovenske manjšine in pomemben prispevek k razvoju slovenske kulture v Porabju na Madžarskem«
- Andrej Jurjevič, »za zasluge na področju obrambe in civilno-vojaških povezav, na vojaškem oziroma varnostnem področju«
- mag. Tatjana Leskošek Denišlič, »za izjemni prispevek k izboljšanju zdravja zob generacijam otrok in mladine.«
- Janez Vrbošek, »za izjemni prispevek k izboljšanju zdravja zob generacijam otrok in mladine.«
- prof. dr. Zmago Turk, »za prispevek k strokovnemu napredku na področju medicine ter pri krepitvi stanovske zavesti med slovenskim zdravništvom.«
- Waltraud Klasnic, »Za zasluge med vodenjem avstrijske Zvezne dežele Štajerske, ki se kažejo v okrepitvi vsestranskega čezmejnega sodelovanja dežele s Slovenijo, na diplomatskem mednarodnem področju.«
- prof. mag. Pavel Mihelčič, »Za zasluge za programsko odličnost, mednarodno umetniško odmevnost in predstavljanje slovenske sodobne glasbe pri vodenju mednarodnega festivala Svetovni glasbeni dnevi – Slovenija 2003«
- dr. Branko Palčič, »za dejanja v dobro Republiki Sloveniji, njeno prepoznavnost v Kanadi in prispevek h krepitvi slovensko-kanadskega sodelovanja
- Emil Gaspari, »za zasluge in osebni prispevek pri vzpostavljanju, razvijanju in krepitvi gospodarskih vezi med Republiko Slovenijo in Združenimi državami Amerike ter za vsa dejanja v dobro Sloveniji«

2007
- Šolske sestre svetega Frančiška Kristusa Kralja tržaške province, »za vsestransko pomoč našim rojakinjam Aleksandrinkam v Egiptu.«
- dr. Pavel Štular, »za pionirsko delo na področju znanstvenega razvoja varjenja.«
- dr. Mirko Cuderman, »za izjemni prispevek k slovenski zborovski glasbi.«
- mag. Darjo Felda, dr. Matjaž Željko in dr. Gregor Dolinar, »za izjemno uspešno delo pri organizaciji 47. Mednarodne matematične olimpijade 2006.«

2008
- Serge Vinçon (posmrtno), »za krepitev medsebojnega sodelovanja, spoštovanja in prijateljstva med Republiko Slovenijo in Francosko republiko«
- Prof. dr. Helena Meden Vrtovec, »za izjemne dosežke na področju ginekologije in zavzeto posvečanje pacientkam«
- Prof. dr. Lučka Kajfež Bogataj, »za odmevno znanstveno delo na področju preučevanja podnebnih sprememb ter njeno predanost varovanju okolja«
- Katarina Venturini, »za vrhunske dosežke na področju plesa ter za prispevek k prepoznavnosti Slovenije v svetu«
- Andrej Škufca, »za vrhunske dosežke na področju plesa ter za prispevek k prepoznavnosti Slovenije v svetu«

2009
- prof. dr. Gianfranco Fineschi, »za dolgoletno sodelovanje na področju ortopedske kirurgije ter pomemben prispevek pri razvijanju in ohranjanju hortikulture vrtnic v Sloveniji«
- Iztok Čop, »za velike dosežke na področju športa, v veslanju«
- Rajmond Debevec, »za velike dosežke na področju športa, v strelstvu«
- Primož Kozmus, »za velike dosežke na področju športa, v atletiki«
- Luka Špik, »za velike dosežke na področju športa, v veslanju«
- prim. Jasna Vončina dr. med., »pri ustanovitvi transplantacijskega sistema Slovenija transplant in za mednarodno sodelovanje na področju izmenjave organov za presaditve«
- univ. dipl. ing. arh. Janez Hacin, »za dosežke in zasluge pri osamosvojitvi in mednarodnem priznanju Slovenije ter pomoči različnim projektom v Sloveniji«
- Roberto De Lorenzo, »za podporo slovenski manjšini in sožitju med dvema sosednjima narodoma v času njegove prefekture«
- dr. Reginald Vospernik, »Za posebne zasluge za slovensko narodno skupnost na Koroškem, zlasti še kot dolgoletnega ravnatelja slovenske gimnazije v Celovcu in ustanovitelja trojezičnega Kugyjevega razreda«
- Folklorna skupina KUD Beltinci, »Za ustvarjalni prispevek in zasluge pri ohranjanju domače folklorne zapuščine v slovenski kulturi in njenem prepoznavanju v tujini«
- Radio Murski val, »Za programsko bogato vsebino in sporočilo medsebojnega razumevanja, sodelovanja in sožitja med pripadniki madžarske narodnosti v Sloveniji in porabskimi Slovenci na Madžarskem ter ohranitev narodne zavesti Slovencev v Porabju«

2010
- Silvo Karo, »za dosežke v slovenskem alpinizmu ter za njegov prispevek k prepoznavnosti in ugledu slovenskega alpinizma v svetu«
- Franc Knez, »za dosežke v slovenskem alpinizmu in njegov prispevek k ugledu slovenskega alpinizma v svetu in večji prepoznavnosti Slovenije«
- Zveza društev civilnih invalidov vojn Slovenije, »ob 40-letnici njenega delovanja za vztrajno skrb in odgovorno delo v dobrobit invalidov, žrtev vojnih spopadov, čeprav niso bili aktivni udeleženci spopadov«
- Gasilska zveza Slovenije, »za hitro in učinkovito ukrepanje ter pomoč ob poplavah v mesecu septembru 2010«
- Mária Pozsonec, »za zasluge pri ohranjanju madžarskega jezika, madžarske kulture in vsestranski razvoj madžarske narodnostne skupnosti v Republiki Sloveniji ter za velik prispevek h krepitvi dobrih sosedskih odnosov med Republiko Slovenijo in Republiko Madžarsko«
- Zveza Slovencev na Madžarskem, »za sistematično skrb pri ohranjanju narodne identitete porabskih Slovencev ter za krepitev kulturnega, duhovnega in gospodarskega razvoja Slovencev na Madžarskem«
- Društvo Ekologi brez meja, »za izvedbo največjega okoljevarstvenega projekta v zgodovini Slovenije "Očistimo Slovenijo v enem dnevu!"«
- prof. dr. Marjan Pajntar, »za raziskovalno, klinično in pedagoško delo na področjih perinatologije in psihologije«
- prof. dr. Jolanda Jezernik Leskovšek, »za zasluge pri utemeljitvi in razvoju otroške srčne kirurgije«
- prof. dr. Vito Vrbič, »za izredne zasluge na področju preventivne in raziskovalne dejavnosti v slovenskem zobozdravstvu«
- prim. mag. Venčeslav Pišot, »za velike zasluge pri razvoju ortopedije v Sloveniji ter za uspešno vodenje in razvoj Ortopedske bolnišnice Valdoltra«
- prim. Rasta Radešček Rakar, »za ozaveščanje javnosti o zdravju otrok, s posebnim poudarkom na nalezljivih boleznih, izobraževanje zdravnikov in drugega zdravstvenega osebja ter delo za stanovske pravice zdravnikov«
- dr. Jelena Konickaja, »za zasluge pri uveljavljanju in poučevanju slovenščine ter slovenske književnosti in kulture v Litvi, krepitev slovensko-litovskih odnosov na področju kulture ter prepoznavnosti Slovenije.«
- prof. dr. Jože Straus, »za aktivno vlogo pri oblikovanju slovenskega sistema varstva pravic intelektualne lastnine, vzpostavitvi delovanja Urada RS za intelektualno lastnino in vključevanju Slovenije v evropsko in mednarodno mrežo.«
- dr. Lojze Gostiša, »za velik prispevek pri ohranjanju slovenske kulturne dediščine«
- Stojan Kerbler, »za vrhunske umetniške fotografske dosežke in velik prispevek pri uveljavljanju slovenske fotografije v svetu«
- mag. Andrej Košič, »za velik prispevek na področju ohranjanja in negovanja tradicij slovenskega naroda na področju ljudskega plesa«

2011
- Karl Destovnik, »za njegov prispevek k razvoju invalidskega varstva v Sloveniji in k ugledu Društva specialnih in rehabilitacijskih pedagogov Slovenije«
- Valentin Kralj, »za njegovo vztrajno skrb za ljudi s posebnimi potrebami in zavzetost za njihovo vsestransko vključevanje v družbeno dogajanje«
- Janez Mejač, »za njegov vsestranski prispevek k slovenski baletni in gledališki umetnosti«
- Zveza društev gluhih in naglušnih Slovenije, »za njeno vztrajno in sistematično skrb za izboljšanje položaja ljudi z okvaro sluha ob 80. obletnici njenega delovanja«
- Bogdan Grom, »za bogat ustvarjalni opus, s katerim je vseskozi opravljal poslanstvo ambasadorja odličnosti in imenitnosti slovenske kulture«
- Mihael Glavan, »za izjemen prispevek k promociji slovenske pisne kulturne dediščine doma in v tujini«
- Zdravko Likar, »za izjemno delo na področju naravne, kulturne in zgodovinske dediščine, za delo med Slovenci v Benečiji ter za zasluge pri ohranjanju vezi z zamejskimi Slovenci«
- Ernest Ružič, »za razvoj in ohranjanje Slovencev na Madžarskem in za ustvarjanje plodnih stikov in sodelovanja med Republiko Madžarsko in Republiko Slovenijo«
- Zveza delovnih invalidov Slovenije, »za uspešne dosežke v invalidskem varstvu v več kot štiridesetletnem delovanju«
- Tomaž Jereb, »za požrtvovalno delo v korist osebne in družbene enakopravnosti ljudi z motnjami v duševnem razvoju ter za sistematično graditev nevladnih služb za pomoč tej skupini ljudi«
- Martin Toth, »za njegov izjemni prispevek k razvoju slovenskega zdravstvenega sistema in sistema zdravstvenega zavarovanja«
- Josip Miloš Turk, »za njegovo požrtvovalno delo pri sistematičnem ozaveščanju ljudi o pomenu zdravega načina življenja za preprečevanje zdravstvenih težav in bolezni«

2014
- Alfonz Alfi Nipič, »ob petdesetletnici neprekinjenega uspešnega glasbenega delovanja in za zasluge pri utrjevanju slovenske glasbene tradicije med slovenskimi rojaki v zamejstvu in zdomstvu«[18]

2020
- Andrej Šter, »Za vsestransko pomoč našim državljanom v svetu, še posebno v času pandemske krize«[19]
- Slovenska moška članska odbojkarska reprezentanca, »Za navdihujoče športne dosežke, uveljavljanje Slovenije na svetovnem športnem prizorišču in krepitev nacionalnega ponosa«[20]

2021
- Slovenska tiskovna agencija, »Za 30 let nenadomestljivega agencijskega poslanstva v medijskem prostoru in za pomembno vlogo pri osvobajanju Republike Slovenije.«[21]